# Безлюдівська селищна територіальна громада
Безлюдівська селищна об'єднана територіальна громада — об'єднана територіальна громада в Україні, у Харківському районі Харківської області. Адміністративний центр — селище Безлюдівка.
Площа громади — 137,9 км2, населення громади — 23 970 осіб (2020)
Утворена 12 червня 2020 року шляхом об'єднання Безлюдівської, Васищівської і Хорошівської селищних рад, а також Котлярівської і Лизогубівської сільських рад Харківського району Харківської області.

## Історія
Територія громади майже відповідає території колишньої Безлюдівської волості. 
25 жовтня 2020 року відбулися перші вибори селищного голови та депутатів селищної ради Безлюдівської селищної громади Харківського району Харківської області.

## Населені пункти
До складу громади входять 11 населених пунктів: 4 селища та 7 сіл:
| Населений пункт | Населення |
| --------------- | --------- |
| Безлюдівка      | 9436      |
| Васищеве        | 5873      |
| Хорошеве        | 4119      |
| Котлярі         | 2086      |
| Лизогубівка     | 1439      |
| Темнівка        | 410       |
| Хмарівка        | 315       |
| Подольох        | 281       |
| Мовчани         | 210       |
| Кирсанове       | 202       |
| Шубіне          | 77        |